# Museo Carlo Urbani
Il Museo Carlo Urbani si trova a Castelplanio. Inaugurato in data 1º aprile 2023, è interamente dedicato a Carlo Urbani. Celebre medico e microbiologo, natio del luogo, che fu il primo a identificare e classificare la SARS, di cui cadde vittima egli stesso.

## Carlo Urbani
Carlo Urbani, nato a Castelplanio nel 1956, si dimostrò per tutta la vita dedito al volontariato e alla salute altrui. In gioventù si prestò come volontario in Mani Tese, fondando in seguito un Gruppo di Solidarietà nel suo paese natale. Si laureò in medicina nel 1981, specializzandosi in malattie infettive. La sua attività umanitaria nel mondo iniziò a metà degli anni Novanta, diventando prima consulente e poi responsabile dell'Organizzazione mondiale della sanità ed entrando a far parte, nel 1996, di Medici senza frontiere. Durante quest'esperienza fu in missione in Vietnam, Cambogia e Filippine. Per conto di MSF, ritirò tre anni dopo a Oslo il Premio Nobel per la pace, in qualità di presidente della sezione italiana. Con i fondi ritirati si impegnò per la promozione e la realizzazione di una campagna internazionale d'accesso ai farmaci essenziali per le popolazioni più povere.
Nel febbraio 2003, nell'ospedale francese di Hanoi, visitò Mister Chen: un ricco uomo d'affari americano proveniente da Hong Kong; il primo caso studiato di quella che verrà denominata "Sindrome acuta respiratoria grave (o severa)". Redisse un protocollo, tuttora utilizzato, per isolare il paziente e salvaguardare il personale sanitario; contattando e allertando incessantemente le autorità sanitarie e governative per il gravissimo pericolo costituito dalla malattia. Dopo essere stato inascoltato, avvenne la svolta decisiva con risalto internazionale e massima allerta sanitaria alle frontiere per movimenti ed ingressi in Vietnam e Hong Kong, nonché Taiwan e Singapore. Ma pochi giorni dopo, in volo tra Hanoi e Bangkok per un convegno internazionale, avvertì i sintomi della SARS scoprendo di esserne stato contagiato. All'arrivo in aeroporto attese in disparte, contattando la struttura sanitaria e indicando le precauzioni necessarie per isolarlo. Ricoverato nella capitale thailandese, vi morì il 29 marzo seguente a 46 anni. Non prima di aver lasciato i suoi tessuti polmonari a disposizione per la ricerca.

## Il museo

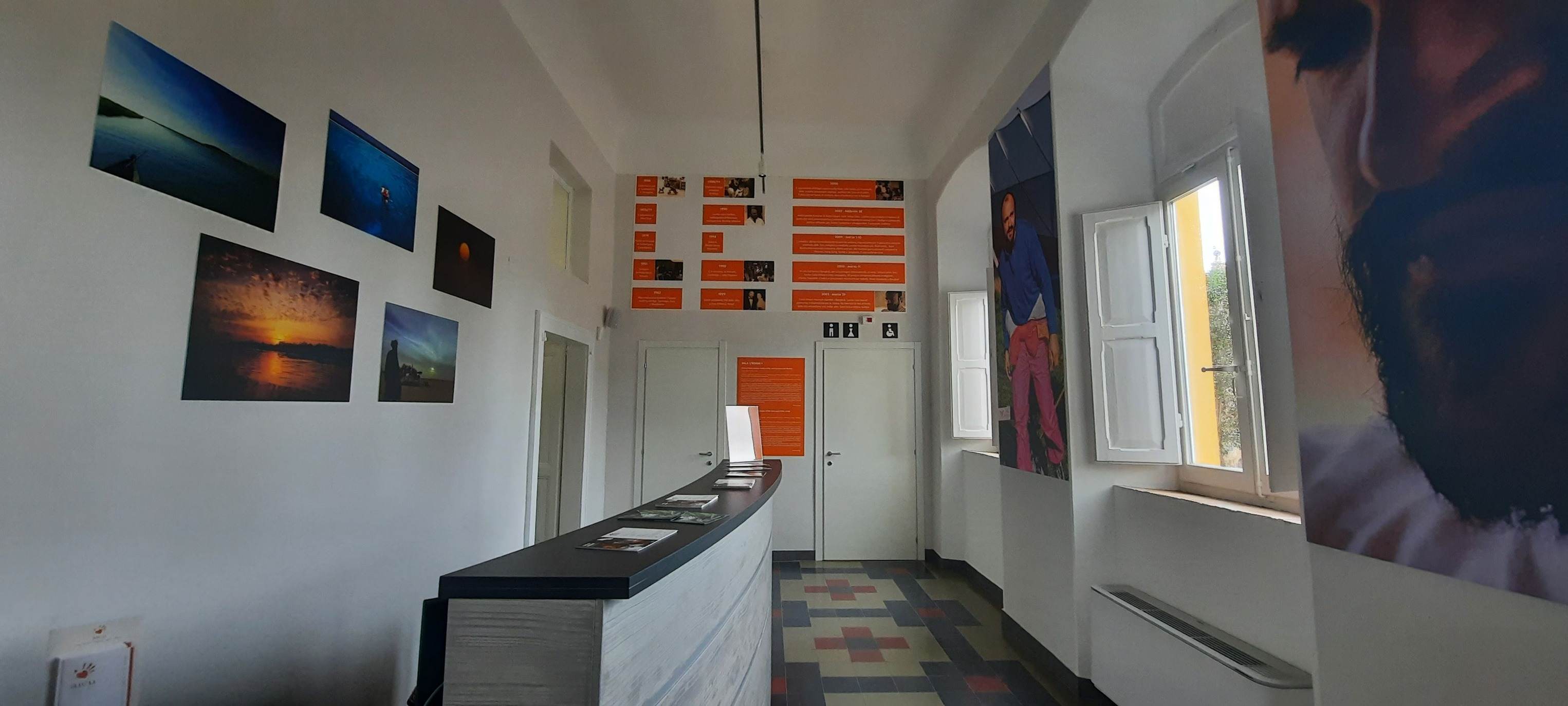
Prima sala e biglietteria.

### La nascita del museo
Il museo è nato come itinerario che narra storia e segreti di un medico in prima linea, Carlo Urbani, a vent'anni dalla scomparsa; ubicato nell'edificio che ospitava la scuola elementare del suo paese natale. In omaggio ad un cittadino creatore di un metodo anti-pandemie, che ancora oggi rappresenta un protocollo internazionale sulla prevenzione e l'affronto di questo tipo di malattie. 

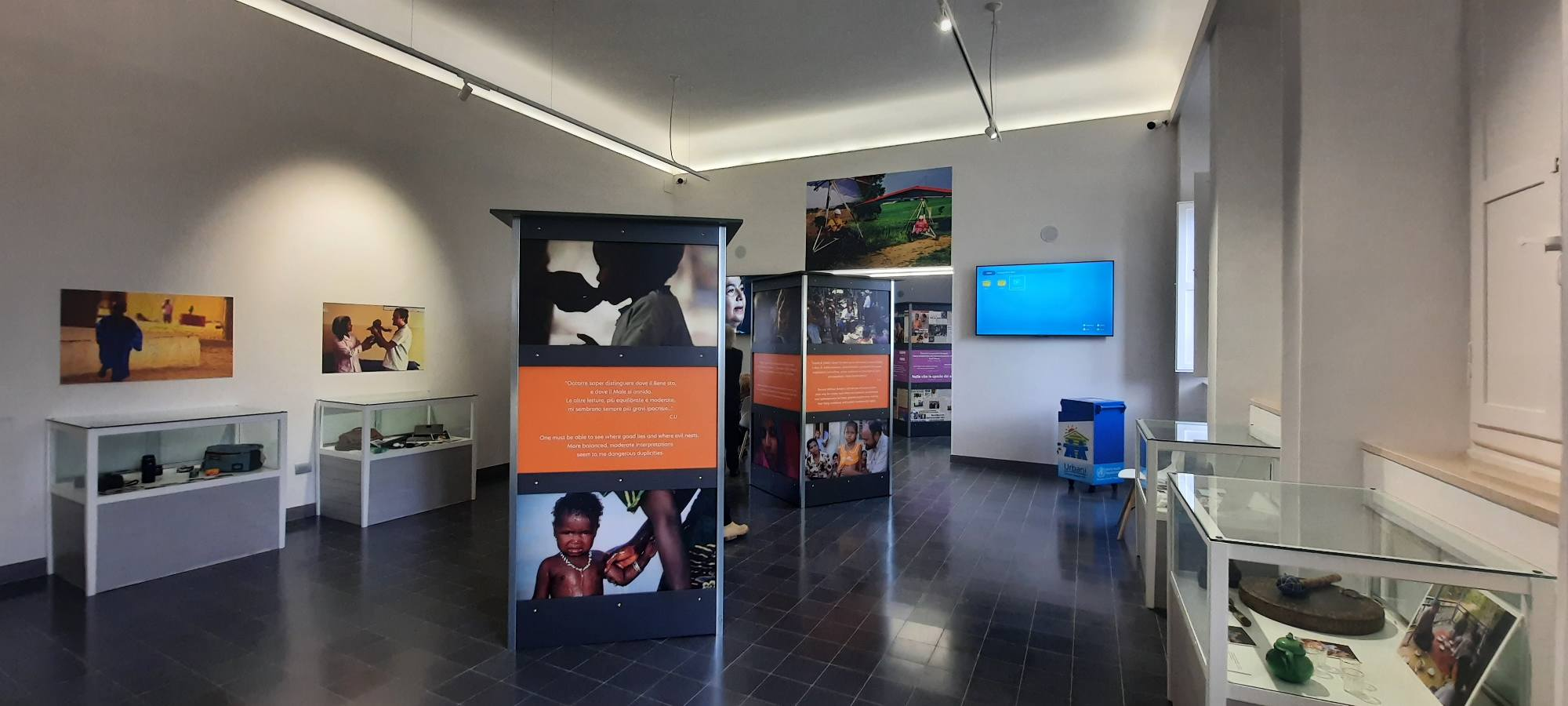
Seconda sala.

### Le collezioni
Si compone di un singolo piano, composto da tre sale; riassunte rispettivamente come la presentazione di Urbani quale un grande medico della sua terra e del Mondo, il viaggio e i semi e i frutti del suo lascito. 
A partire dalla biglietteria e da un percorso cronologico sulla vita di Urbani nella sala 1, la sala 2 è prevalentemente biografica. Vi sono esposti la motocicletta utilizzata durante i suoi spostamenti in Cambogia e Vietnam, la borsa e gli strumenti medici di prima necessità utilizzati per le visite, la dichiarazione rilasciata durante il ritiro del Premio Nobel per conto di MSF, con la maglietta indossata durante la delegazione, compresi l'attrezzatura fotografica, oggetti curiosi, luoghi, consuetudini e cibi condivisi in famiglia e durante le sue esperienze di comunione con gli abitanti locali. 
L'ultima sala raccoglie invece i riconoscimenti istituzionali e la bibliografia. Si possono ammirare dei lavori, giochi e disegni realizzati per un progetto di scambio, da lui promosso, tra bambini mauritani e italiani ed un murales ed un'interpretazione artistica del concetto "una goccia nel mare"; effettuato ed espressa dagli studenti delle vicine scuole medie.
L'intero percorso è circondato da un'ampia collezione fotografica e mediatica, tramite riviste, mezzi di comunicazione di massa e testimonianze di coloro che conobbero Carlo Urbani.

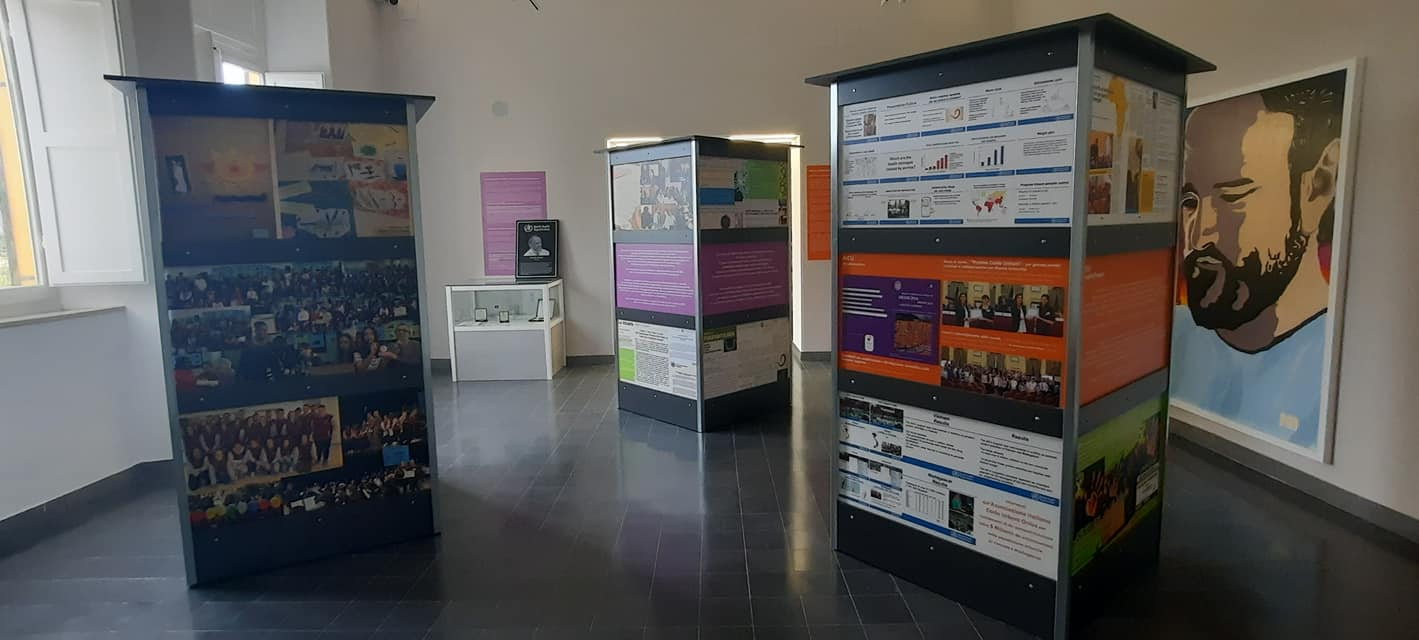
Terza sala.